# 張令紀
張令紀（日语：／ Chō Reiki，1869年4月9日—1922年1月25日），日本周防國（今山口縣）人，土木工程師，桃園大圳設計者，亦曾參與土壟灣水力發電所（今高屏發電廠六龜機組）工程。

## 生平
張令紀在明治二年（1869年）2月28日出生於日本本州山陽道周防國吉敷郡山口町，為士族出身。其祖父為朝鮮人，曾至長州藩工作，後入籍日本。因家境貧窮，張令紀從京都的高等學校畢業後即擔任中學教師，3年後離職，存了一點積蓄後才得以考上京都帝國大學。1900年（明治33年）大學畢業，翌年3月6日擔任臺灣總督府鐵道部技師，1908年12月12日擔任臺灣總督府工事部技師，負責籌劃全臺水利工程之設計，翌年10月擔任總督府土木部技師、專管水利工程技師。1915年11月獲授大禮紀念章。

### 桃園大圳

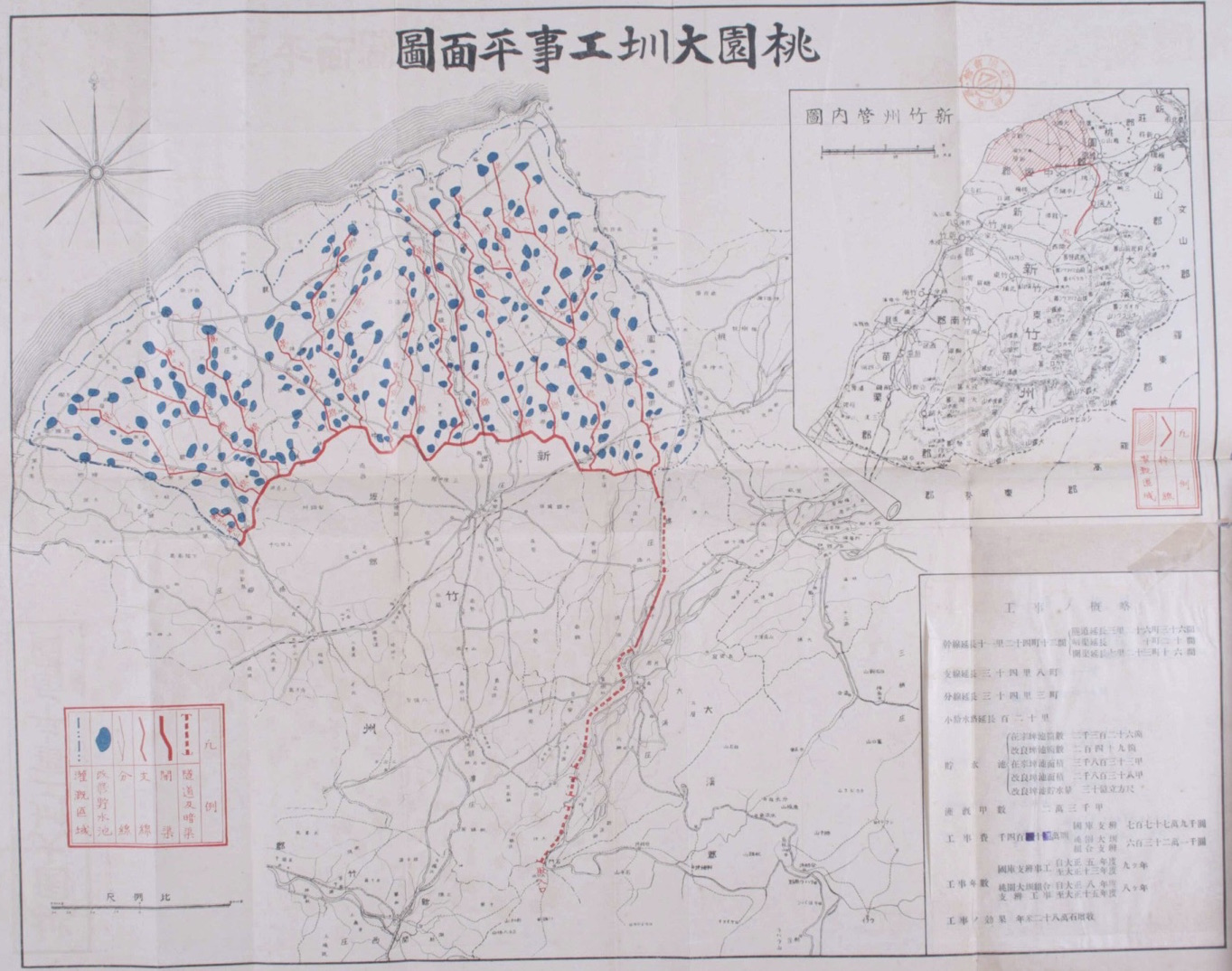
桃園大圳工事平面圖

桃園臺地因地勢高大，僅能以開鑿埤塘的方式灌溉農作物。但埤塘只能儲存天然雨水，若遇乾旱即會乾涸。臺灣總督府希望能引大嵙崁溪之水灌溉桃園臺地，並於1907年啟動「桃園埤圳工事」，然因雪山山脈地質破碎脆弱，活斷層密布，故遲遲無法動工興建。
1916年，張令紀接任桃園埤圳工事主任，並在同年12月動工興建桃園大圳。因桃園臺地地勢較高，張令紀選擇從大嵙崁溪上游「石門峽」（今石門大壩）引水，使高海拔的河水能夠灌溉大部分的桃園田地。但取水地點相當偏遠，且須開鑿山壁，建造導水隧道以便將河水引至八塊厝（今桃園市八德區），工程艱鉅。張令紀計畫在大圳建造8條總長約15公里的導水隧道，其中第三號隧道長達4,937公尺，為當時亞洲最長的隧道。為建造該條隧道，張令紀募集金瓜石、北埔等地的礦工開挖山壁，之後又從新屋庄、觀音庄、龍潭庄、楊梅庄、平鎮庄等地招募工人。1917年4月，大圳工程出現技術問題，張令紀因此被總督府派赴歐美各國視察，一年半後回臺，期間由庄野卷治接任主任。回臺後開始撰寫二本出國考察報告書，提倡引入西方國家的大型機械與先進技術，拉高水利工程的執行效率。時任臺灣總督府工事部技師長堀見末子在其回憶錄中表示該兩本報告書是張令紀以「一生懸命」之精神寫成。
1919年（大正8年），張令紀擔任臺灣總督府技師，同年7月調任「八塊厝、中壢附近埤圳工事主任技師」（即為桃園大圳總工程師）。堀見末子形容張令紀個性「耿介正直」，身形瘦瘦乾乾，不擅長和人交際，因喜歡在工地現場實地工作，故頻繁往來各地的水利施工現場。張令紀亦熱愛閱讀，藏有2,000冊書籍，從美國帶回的英文圖書就有400多本。
因過勞加上長期待在隧道內工作，導致張令紀患上嚴重的肺病。1920年9月7日，張令紀以肺病為由，向總督府申請退休，退休後開始撰寫〈合眾國的灌溉事業〉、〈臺灣治水計畫說明書〉、〈復命書〉等三篇書籍、論文。1922年1月25日，張令紀因肺病去世，享年53歲。

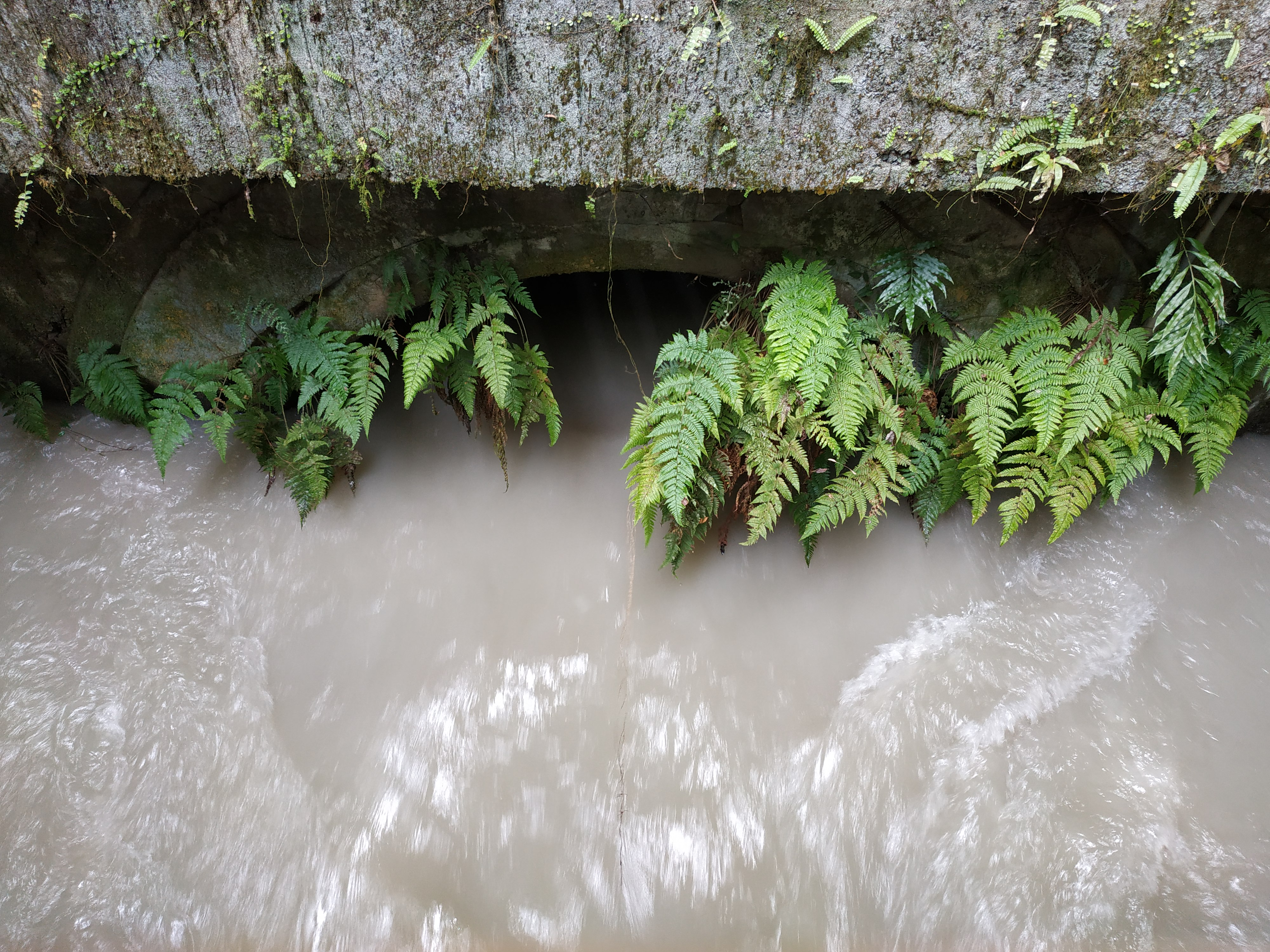
桃園大圳第三號隧道三號出口
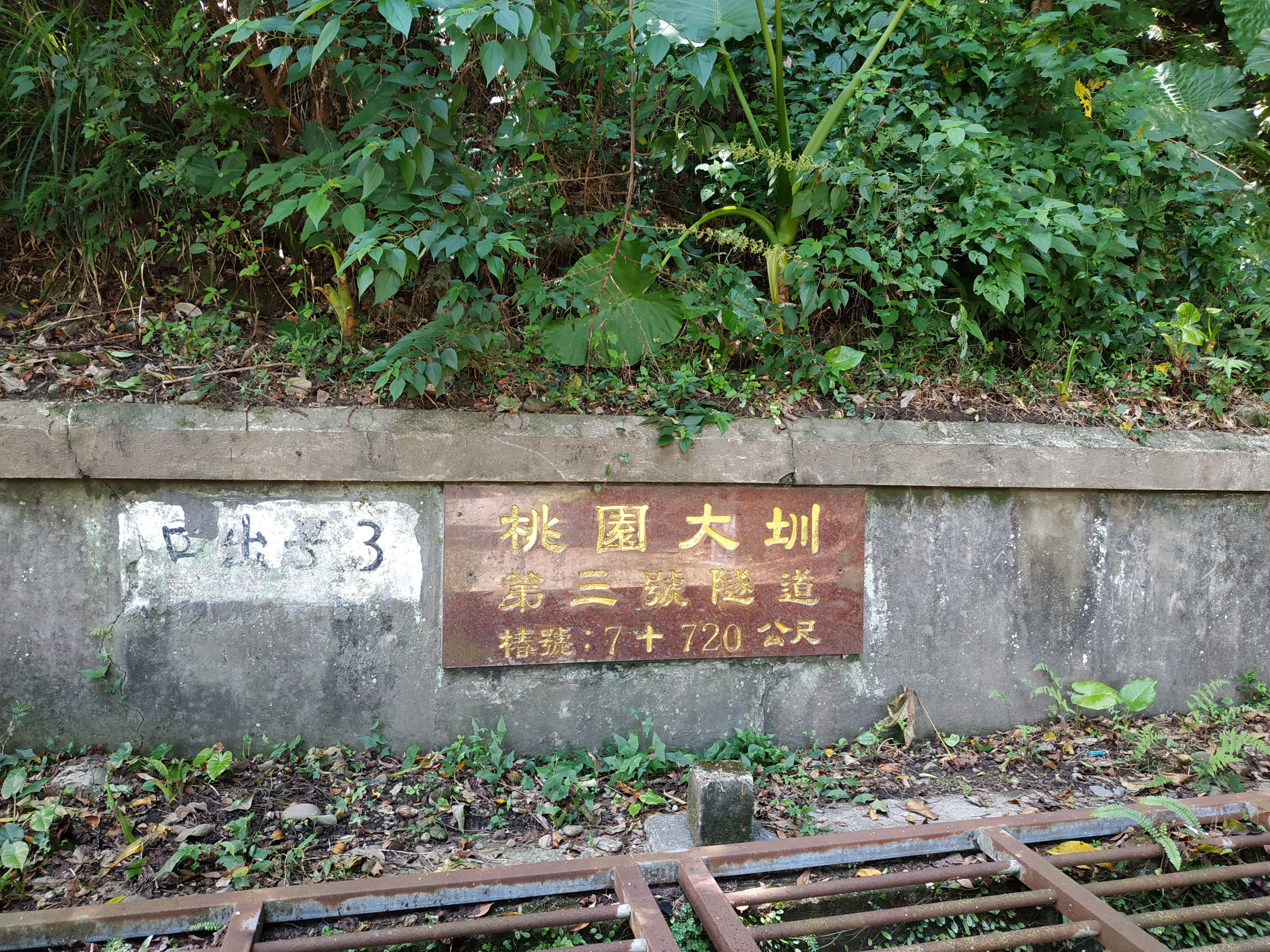
三號出口上的標誌

## 身後
張令紀過世後，其妻張敬子將張令紀所收藏的1500本書籍贈予山口縣立圖書館，成立「張文庫」，1959年，張敬子又將張令紀所收藏之380餘本圖書捐給張文庫。
1989年，古川勝三所著之《愛臺灣的日本人：八田與一的生涯》一書出版，書中表示八田與一為桃園大圳的設計者，該書隨後獲授日本土木學會著作獎、直木賞等文學獎項，使其受到大眾及學者廣泛引述。而堀見末子曾於生前寫有許多回憶稿件，堀見在1966年過世後，其女堀見愛子委託專業人士整理其生前著述，於1990年出版《堀見末子土木技師—台灣土木的功勞者》一書。2018年，桃園農田水利會為編纂《桃園農田水利會百年誌》，至國立臺灣圖書館調閱該書，發現桃園大圳自測量至完工的階段，八田與一皆在臺南建設臺南水道，桃園大圳的設計者實為張令紀。